# Almopos Aridea FC
Almopos Aridea FC (Grieks: Αλμωπός Αριδαίας) is een Griekse voetbalclub uit Aridaia van de regio Pella die uitkomt in de Super League 2, de tweede voetbalklasse van Griekenland.

## Geschiedenis
Almopos Aridea werd opgericht in 1926 en de naam is afgeleid van de oude regio Almopia, gelegen in de gelijknamige stad Pella.
Groep Nord:
AEK Athene B ·
AE Larissa ·
Aiolikos FC ·
Almopos Aridea FC ·
Anagennisi Karditsa FC ·
Apollon Pontou ·
Iraklis FC ·
Kampaniakos FC ·
Kozani FC ·
Makedonikos ·
Niki Volos ·
PAOK Saloniki B ·
Tilikratis FC 

Groep Zuid:
Apollon Smyrnis ·
Chania FC ·
Diagoras Rodos ·
Egaleo FC ·
Ionikos ·
GS Ilioupolis ·
Kalamata FC ·
GS Kallithea ·
Levadiakos ·
OF Ierapetra FC ·
Olympiakos Piraeus B ·
Panachaiki GE ·
Panathinaikos B